# Roda da cidade inteligente
A roda da Cidade inteligente (Smart City Wheel) é um framework que pode ser usado como benchmark para cidades inteligentes e para o planejamento de estratégias para modernizar o funcionamento de uma cidade. A ferramenta foi desenvolvida pelo professor e estrategista climático Boyd Cohen e divulgada por ele no ano de 2012.

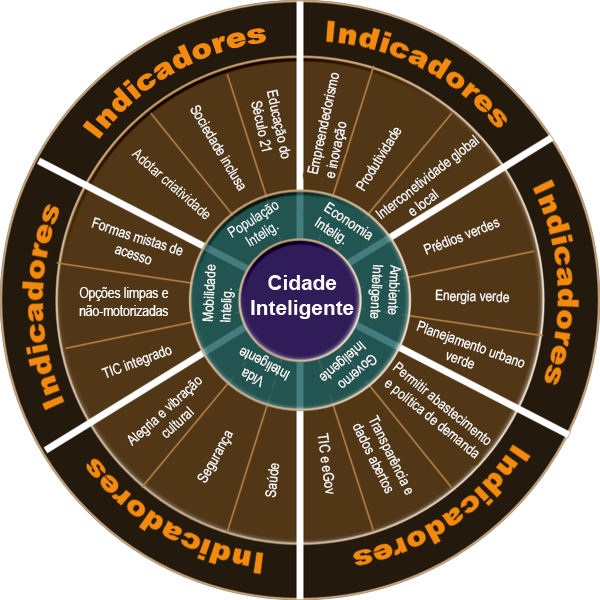
Roda da Cidade Inteligente

## O que é uma Cidade Inteligente
Especialistas preveem que em 2050 a população nas cidades vai dobrar de valor, e para gerenciar toda essa população é necessário criar um espaço urbano "inteligente", isto é, fazer com este espaço seja eficiente nos serviços que oferece, a população tenha uma boa qualidade de vida e reduza gastos. Outra visão, aponta que para uma cidade possa ser considerada inteligente basta fazer um vasto uso da chamada Tecnologia da Informação e Comunicação (TIC). Uma definição que combina essas duas visões:
"Investimentos em capital humano e social, em infraestrutura tradicionais e modernas de TIC alimentam um desenvolvimento sustentável e uma alta qualidade de vida, com um amplo gerenciamento de recursos naturais, através de engajamento e ações participativas.".

## A Roda da Cidade Inteligente
A roda constitui-se de duas partes (círculos), no círculo mais interno estão as 6 dimensões principais que formam uma cidade inteligente, quando falamos em planejamento, as 6 dimensões podem ser interpretadas como as principais aspirações para o desenvolvimento de uma estrategia. Esses componentes (dimensões) são:
1. Economia inteligente:  preocupado com o quão atrativo e competitivo a região é no que diz respeito a fatores como o estímulo da inovação, o espírito empreendedor, a produtividade e o apelo internacional.
2. Ambiente inteligente: de acordo com Mark Weiser, promove as idéias de "um mundo físico que é ricamente e invisivelmente entrelaçados com sensores, atuadores, monitores e elementos computacionais, incorporados perfeitamente nos objetos do cotidiano de nossas vidas, e conectados através de uma rede contínua.".[4]
3. Governo inteligente: é sobre como usar a tecnologia para facilitar e apoiar um melhor planeamento e tomada de decisões.
4. Vida inteligente: esta dimensão foca em pontos que influenciam a qualidade de vida, ser um lugar agradável para se viver, trabalhar e passar o tempo.
5. Mobilidade inteligente: fornecer um sistema de transporte com várias opções, eficiente, seguro e confortável, que está ligada a infra-estrutura de TI e de dados abertos.
6. Pessoas inteligente: é o nível de criatividade e a qualidade da interação social entre as pessoas.

A outra parte da roda, o círculo mais externo, mostram os 3 principais condutores para cada componente, somando 18 no total.

## Aplicação
O próprio Cohen propõe alguns passos para a utilizar da ferramenta no planejamento de uma cidade. Primeiramente deve-se definir os objetivos futuros e engajar a população nessa visão. Após essa etapa, a cidade deve avaliar sua situação atual, de acordo com as indicadores (métricas) estabelecidas e os dados obtidos, definir medidas que possam servir de ponto de partida. Por fim, as cidades devem criar seus próprios benchmarks e indicadores baseados nas suas necessidades.
A definição de objetivos próprios por cada cidade é indispensável no desenvolvimento de uma Cidade Inteligente, pois suas necessidades e desafios são baseados na sua densidade demográfica, topografia e infra-estrutura existente. Outra recomendação do criador da ferramenta é começar com metas pequenas, que possam ser atingidas sem dificuldade, auxiliando para mudanças maiores.
Em um trabalho recente Cohen criou um ranking global de cidades inteligentes, e, no processo de desenvolvimento, ele utilizou sua estratégia e a roda para formular uma tabela com 4 campos onde, além das dimensões e dos condutores, foram definidos 62 indicadores e suas descrições. Esses indicadores representam métricas, ou seja, são aspectos urbanos com valores mensuráveis, por exemplo: qualidade do ar, consumo de água, transporte público, dados abertos, etc. Essas métricas servem para a cidade avaliar sua situação em comparação a outras cidades e para o estabelecimento de metas.

## Classificação das métricas
Para entender o que é uma métrica deve-se responder a pergunta: O que pode ser medido numa cidade?
A Roda da Cidade Inteligente é apenas um tipo de classificação de métricas. Para classificarmos as métricas temos que focar em 3 contextos:
- Necessidades atuais: as métricas aqui visam os direitos humanos, respeito, diversidade, etc. Como por exemplo: liberdade pessoal, segurança, privacidade, comunicação, etc.

- Necessidades futuras: aqui temos fundamentadas questões de sobrevivência para o futuro. Como por exemplo: energia, água, clima, qualidade do ar, comida, economia, etc.

- Tecnologia da informação e comunicação: prover assistência durante a vida do cidadão, constituindo uma infraestrutura de comunicação e acompanhamento dos acontecimentos. Como por exemplo: internet, conectividade, tecnologias nos negócios, saúde, educação, etc.

Um ponto importante para que se possa tomar decisões e fazer uma análise das métricas é ter um sistema para obtenção para dados. Através de processos de mineração de dados essas informações que foram coletadas tomam forma em uma estrutura que pode ser entendida, esta é a principal importância de manterem os dados sobre vigilância.

## Exemplos de Cidades Inteligentes

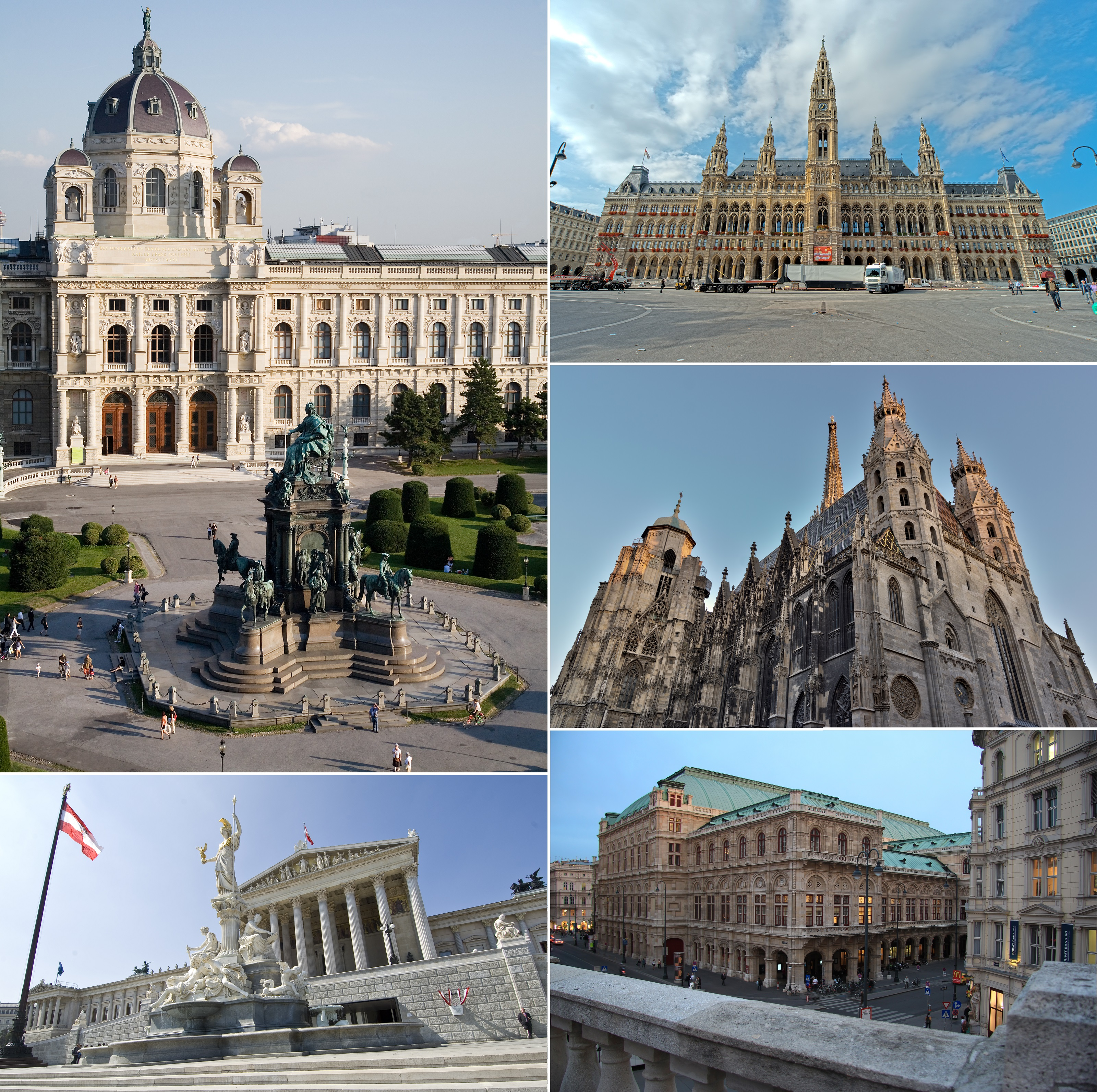
Viena, Áustria

Para entender melhor sobre as métricas e o que cada cidade faz para serem destaques, abaixo estão algumas informações sobre as duas das principais cidades mais bem conceituadas quando o assunto é cidades inteligentes.
- Viena, Áustria

A cidade de Viena é o melhor exemplo para exemplificar o conceito de uma Cidade Inteligente. Em 2011 o prefeito lançou o projeto Viena, Cidade Inteligente (Smart City Wien)  que agrupou diversos programas: Plano de Mobilidade Integrada, Programa de Eficiência Energética de Viena e Plano de Proteção Climática, e muitos outros onde todos fazem parte de uma abordagem integrada com a participação da população.
O programa Viena Cidade Inteligente tem objetivos a longo prazo, para 2050, com base em três pilares: Recursos, Quality de Vida, Inovação. Algumas das metas estabelecidas são:
- Energia: até 2050, 50% da energia consumida irá provir de fontes renováveis.
- Mobilidade: redução na taxa de veículos motorizados por indivíduo de 28% para 15% até 2030.
- Inovação: até 2030, o triângulo Viena–Brno–Bratislava será uma das regiões mais inovadoras da Europa e até 2050 Viena estará entre as 5 cidades mais inovadoras do continente europeu.

- Toronto, Canadá

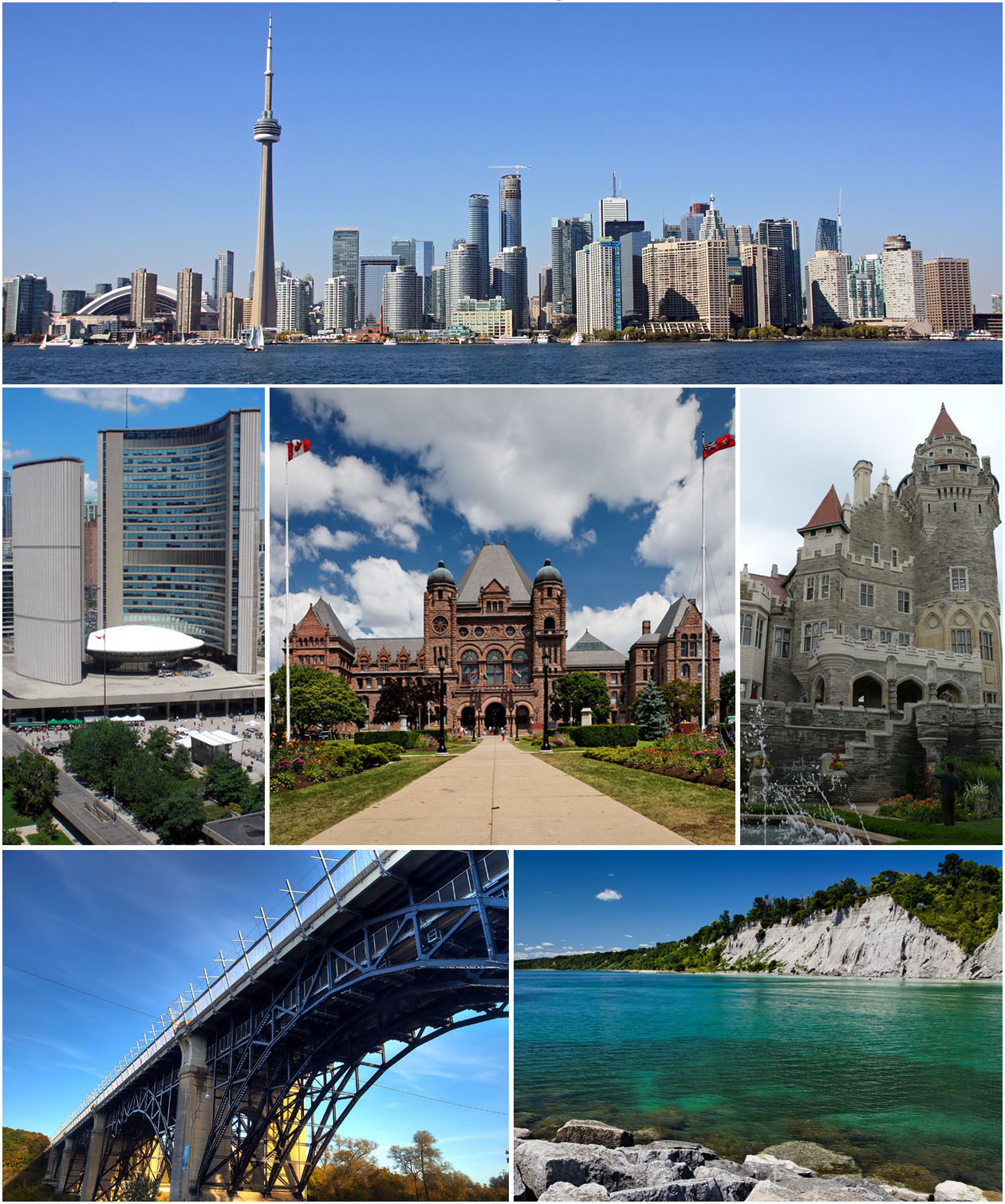
Toronto, Canadá

Em 2014, a cidade de Toronto recebeu o prêmio de "Comunidade mais intelegente do ano" no Intelligent Community Forum, possuindo a melhor taxa de crescimento no setor financeiro da América do Norte. Na sua proposta, enfatiza-se diversas vezes a cultura de tolerância, diversidade, colaboração e profissional.
Durante o evento, Toronto foi descrita como uma cidade com um futuro promissor, por ter ações para renovar os investimentos entre a cidade, indústria, trabalhadores, educadores e o governo para melhorar a competitividade e estimular o crescimento sustentável da economia.
Um exemplo de projeto sendo implementado na cidade é o Waterfront Toronto, que fará durante os próximos 30 anos uma renovação da área urbana, revitalizando 800 hectares de antigas áreas industriais na região portuária com casas, parques e espaços comerciais. Em todos os prédios novos que serão construídos irá existir ponto com conexão a internet WiFi de última geração, a intenção é coletar dados de todas as fontes através da cidade e da indústria.